# Indias de Mayagüez 2010
Questa voce raccoglie le informazioni riguardanti le Indias de Mayagüez nella stagione 2010.

## Organigramma societario
Area direttiva
- Presidente: Oscar Muñiz

Area tecnica
- Allenatore: Humberto Rodríguez
- Assistente allenatore: Eliezer Ramirez

## Rosa
| N° | Nome               | Ruolo | Data di nascita   | Nazionalità sportiva |
| -- | ------------------ | ----- | ----------------- | -------------------- |
| 1  | Greichaly Cepero   | P     | 11 agosto 1981    | Porto Rico           |
| 2  | Debora Seilhamer   | L     | 10 aprile 1985    | Porto Rico           |
| 3  | Lisvel Eve         | C     | 10 settembre 1991 | Rep. Dominicana      |
| 4  | Jessica López      | C     | -                 | Porto Rico           |
| 5  | Saraí Álvarez      | S/O   | 3 aprile 1986     | Porto Rico           |
| 6  | Mariel Medina      | P     | 6 settembre 1988  | Porto Rico           |
| 7  | Michelle Cardona   | P     | 5 settembre 1984  | Porto Rico           |
| 8  | Álida Otero        | L     | -                 | Porto Rico           |
| 9  | Waleska Toro       | S     | -                 | Porto Rico           |
| 10 | Miriam Rivera      | S/O   | -                 | Porto Rico           |
| 12 | Amanda Vázquez     | C     | 30 marzo 1984     | Porto Rico           |
| 15 | Tiffany Dodds      | S     | 21 gennaio 1986   | Canada               |
| 18 | Jetzabel Del Valle | C     | 19 settembre 1979 | Porto Rico           |
| ?  | Yaribel Rivera     | L     | -                 | Porto Rico           |

## Statistiche

### Statistiche di squadra
| Competizione | Punti | In casa | In casa | In casa | In trasferta | In trasferta | In trasferta | Totale | Totale | Totale |
| Competizione | Punti | G       | V       | P       | G            | V            | P            | G      | V      | P      |
| ------------ | ----- | ------- | ------- | ------- | ------------ | ------------ | ------------ | ------ | ------ | ------ |
| LVSF         | 36    | -       | -       | -       | -            | -            | -            | 28     | 17     | 11     |
| Totale       | -     | -       | -       | -       | -            | -            | -            | 28     | 17     | 11     |

G = partite giocate; V = partite vinte; P = partite perse